# Как прожить с родителями всю оставшуюся жизнь
«Как прожи́ть с роди́телями всю оста́вшуюся жизнь» (англ. How to Live with Your Parents for the Rest of Your Life) — американский комедийный сериал, созданный Клаудией Лоноу с Сарой Чок в роли недавно разведённой матери-одиночки, которая переезжает жить к своим эксцентричным и жизнерадостным родителям в исполнении Элизабет Перкинс и Брэда Гарретта. Премьера сериала состоялась 3 апреля 2013 года на телеканале ABC. 10 мая 2013 года канал закрыл сериал после одного сезона.

## Сюжет
Главная героиня сериала, Полли, около года назад развелась. Жизнь матери-одиночки оказалась непростой для неё, особенно в финансовом плане, и Полли решает вместе с дочерью Натали переехать в дом к своим эксцентричным родителям: Элейн и Максу, паре с идеальной жизнью. Между тем в жизни Полли не все так гладко, её бывший муж хочет вернуть её, мешая ей двигаться вперед.

## Актёры и персонажи
- Сара Чок — Полли[1]
- Элизабет Перкинс — Элейн[1]
- Брэд Гарретт — Макс[1]
- Джои Венгерт — Грегг[1]
- Джон Дори — Джулиан[1]
- Рик Федерман — Люк[1]
- Рэйчел Эгглестон — Натали[1]
- Стефани Хант — Дженн[6]

## Разработка и производство
ABC купил сценарий пилотного эпизода первого сентября 2011 года. 27 января 2012 года канал заказал съемки пилотного эпизода, которые проходили в марте-апреле. 6 Февраля Сара Чок была утверждена на главную роль в пилоте, а 29 февраля Элизабет Перкинс присоединилась к пилоту в роли матери героини Чок. Перкинс отвергла предложения на роли в трех других пилотах в этом сезоне, остановившись на этом. 9 марта было объявлено, что Брэд Гарретт будет играть роль отца Сары Чок в пилоте. 11 мая 2012 года ABC утвердил пилот и заказал съемки первого сезона. В июле Ребекку Дельгадо, ранее получившую роль коллеги героини Чок, заменила Стефани Хант, а сцены с Дельгадо были пересняты. Изначально роль Грегга должен был играть Орландо Джонс, но в дальнейшем он был заменен на Джои Венгерта.